# Douglas A-26 Invader
Douglas A-26 Invader (mezi roky 1948 až 1965 značený B-26 Invader) byl americký dvoumotorový bombardovací a bitevní letoun, který se účastnil nejen bojů v druhé světové válce, ale byl nasazen i ve válce v Koreji a ve Vietnamu.

## Vznik

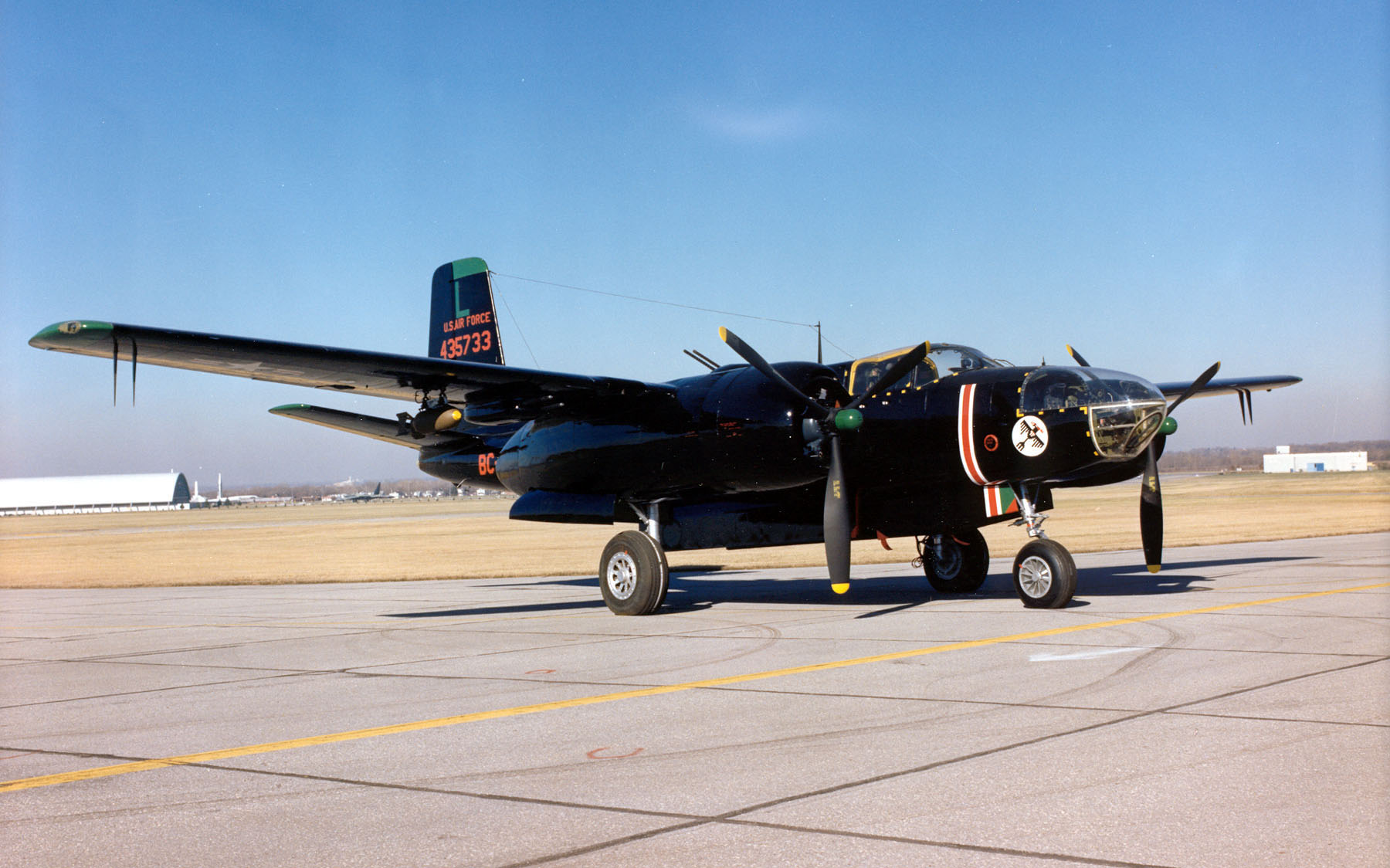
Douglas A-26C Invader

Vznik A-26 byl motivován snahou vyvinout pro americké armádní letectvo letoun, který by nahradil stroje Douglas A-20, North American B-25 Mitchell a Martin B-26 Marauder. Celá iniciativa vznikla v lednu 1941 v El Segundo Division společnosti Douglas Aircraft Company. Tým konstruktérů zde navrhl středoplošník s křídlem s laminárním profilem a dvouštěrbinovými vztlakovými klapkami. Tato kombinace ve spojení s vhodnými pohonnými jednotkami měla přínést výkony, jimiž měl zvažovaný letoun překonat ostatní stroje podobné kategorie.
Pokročilá byla rovněž koncepce obranné výzbroje sdružené ve dvou dálkově ovládaných věžích, zaměřovaných třetím členem osádky ze stanoviště za pumovnicí. Zde mohla být nesena i dvě letecká torpéda. A-26 měl mít příďový podvozek a dvojici dvouhvězdicových osmnáctiválcových motorů Pratt & Whitney R-2800 Double Wasp o výkonu 1471 kW.

## Vývoj

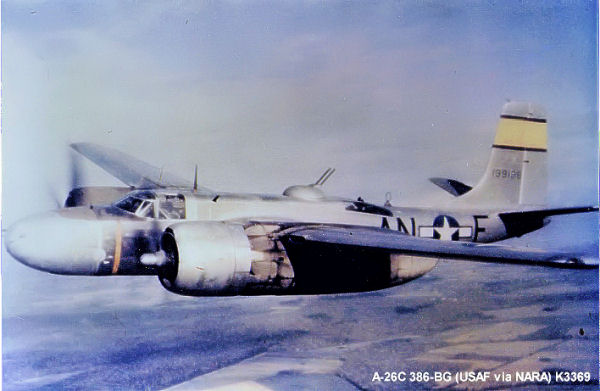
Douglas A-26C, 553th BS, 386th BG

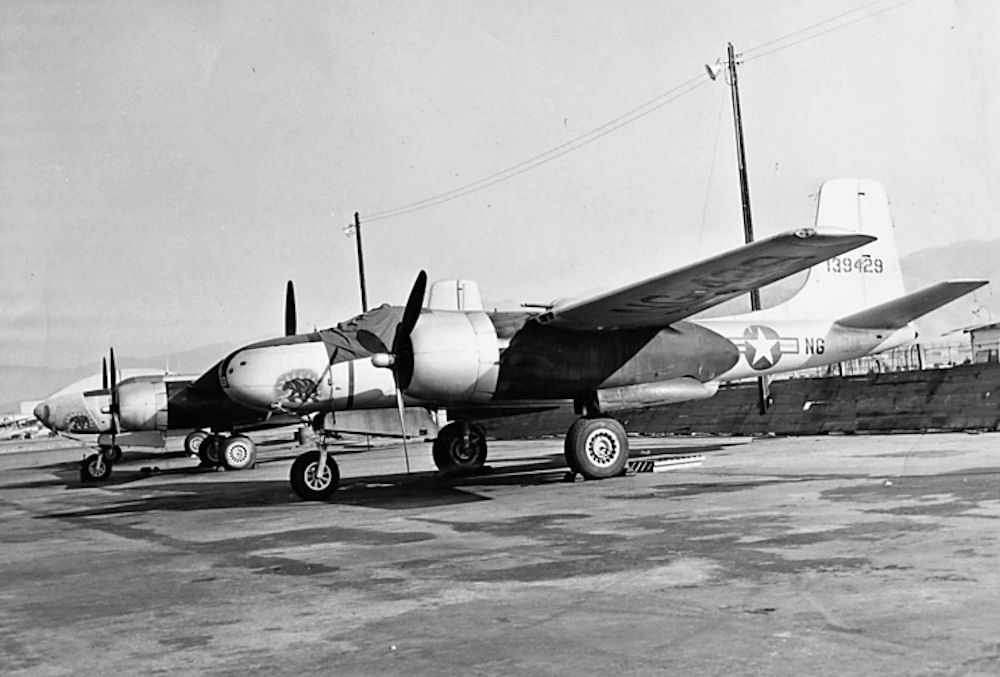
Douglas B-26B-35-DL Invader (41-39429), 115th BS, 1947

Vývoj typu Douglas A-26 Invader byl zahájen koncem ledna 1941, v dubnu byla komisí schválena dřevěná maketa připravovaného stroje a 2. června 1941 byla podepsána objednávka na stavbu dvou prototypů. Prvním byl třímístný bitevní bombardér XA-26-DE s prosklenou přídí a druhým pak dvoumístný noční stíhací XA-26A-DE, kterým byla přidělena sériová čísla 41-19504 a 41-19505. O tři týdny později byla objednávka rozšířena o stavbu prototypu třímístného bitevního XA-26B-DE (s/n 41-19588), nesoucího silnou hlavňovou výzbroj integrovanou v přídi.
První prototyp, XA-26-DE s/n 41-19504, poprvé vzlétl 10. července 1942 z letiště Mines Field. Za jeho řízením seděl pilot Benjamin „Ben“ Odell Howard. Zalétávání prototypů a letové zkoušky probíhaly vcelku úspěšně, jediné větší problémy byly zaznamenány s chlazením motorů R-2800-27. Po zařazení zbývajících dvou prototypů do letových testů bylo rozhodnuto, že noční stíhací verze nebude sériově vyráběna.
První sériový letoun A-26B-1-DL byl postaven v závodě Long Beach v září 1943. Všechny stroje až do subvarianty A-26B-50-DL měly neprosklenou příď s šesti kulomety ráže 12,7 mm, i když u všech letounů mohla být instalována některá ze čtyř sad zbraní, které zahrnovaly i letecké kanóny ráže 37 mm nebo 75 mm. Pod křídlo mohly být montovány až čtyři schránky s další čtveřicí kulometů ráže 12,7 mm. Identické kulomety byly soustředěny v párech ve dvou otočných, dálkově ovládaných věžích. A-26 mohl nést až 2722 kg ve dvojité pumovnici a na závěsech pod křídlem. Některé exempláře poháněly motory R-2800-71 společnosti Ford, jiné pohonné jednotky tohoto výrobce, R-2800-79, montované do verze A-26B-45-DL a dalších, měly krátkodobý výkon až 1743 kW docílený vstřikováním vody do válců.
Vývoj A-26 pokračoval dále přímo na výrobní lince. U Invaderů z pozdějších výrobních bloků byly montovány tři kulomety do každé poloviny křídla, které nahradily přídavné schránky. Od výrobního bloku A-26B-30-DL byl uplatněn nový kryt pilotní kabiny bez rámování. Od bloku A-26B-50-DL zavedla firma Douglas novou instalaci hlavňové výzbroje v přídi, která zahrnovala 8 kulometů a pod každou polovinou křídla mohlo být zavěšeno sedm raket HVAR ráže 127 mm. Tuto výzbroj neslo posledních 535 A-26B, avšak někdy byly vypouštěcím zařízením vybaveny i starší Invadery B, nebo i verze C.
Pět kusů verze A-26C-DL s prosklenou přídí bylo vyrobeno v Long Beach, dalších 1086 A-26C-DT v závodech v Tulse. Všechny stroje -DL a prvních 752 z Tulsy nesly jak střelecké věže, tak i dva pevné kulomety zabudované v pravé straně přídě.
Malý počet letounů byl upraven pro fotografický průzkum s označením FA-26C. Některé z nich měly také zařízení pro radiolokační a radiotechnický průzkum. S ukončením války došlo ke zrušení velkých objednávek na produkci dalších Invaderů, které si však udržely bojovou hodnotu hluboko do 60. let 20. století. Následně se typ dočkal i řady speciálních modifikací a úprav, například B-26K zalétaný v únoru 1963.

## Bojové použití

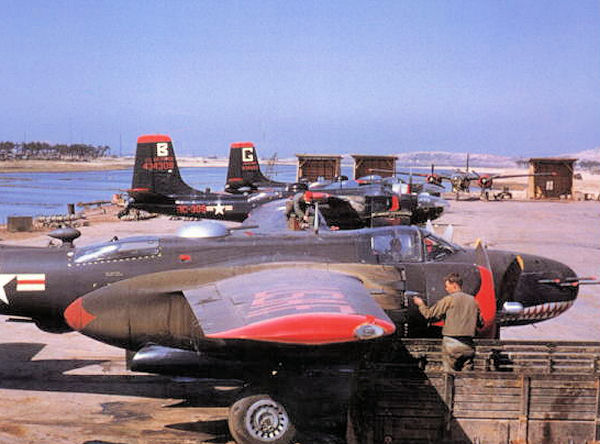
Douglas B-26 Invader (44-34306) ze stavu 3rd BG, Korea

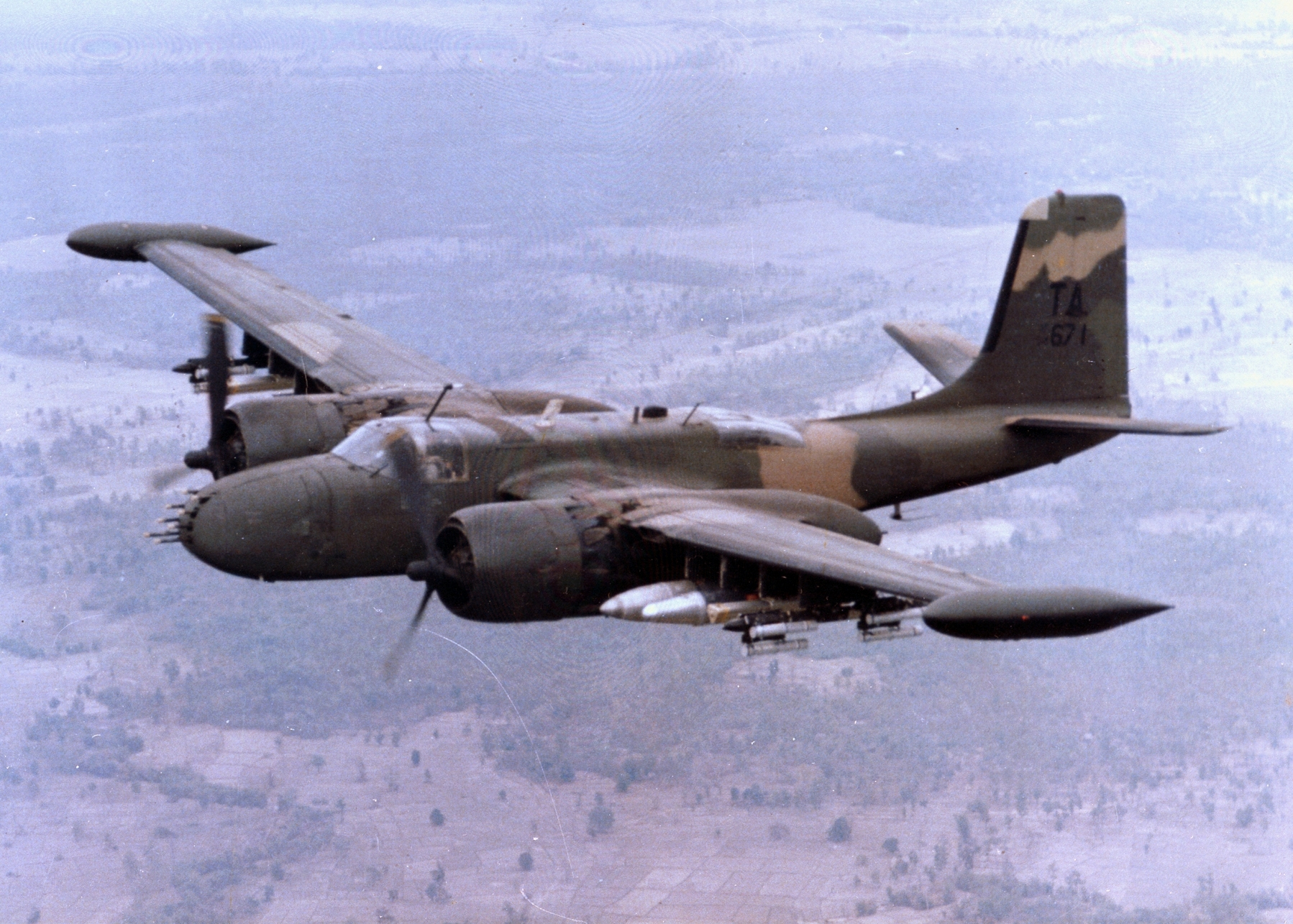
B-26K (64-17671), 609th Special Operations Squadron

Na jaře roku 1944 byly čtyři A-26B-5-DL nasazeny k získání prvních zkušeností ve skutečných bojových podmínkách na Nové Guineji. Přezbrojování na Invadery bylo ve větším měřítku uskutečňováno od listopadu 1944. V omezeném množství operovaly u 8. letecké armády, u 12. letecké armády v Itálii a zdokonalené verze pak od jara 1945 u 5. a 7. letecké armády v Tichomoří.
Douglas A-26 Invader se účastnil i války v  Evropě, kde se podporoval postup amerických pozemních jednotek (byly jimi vyzbrojeny jednotky spadající pod 9. (taktickou) leteckou armádu; někdy uváděné tvrzení o účasti na bombardovací ofenzívě proti Třetí říši je mylné). Po ukončení druhé světové války byla jeho výroba ukončena, ale díky své kvalitě se účastnil bojů v  Korejské válce (přes 450 kusů) a válce ve Vietnamu, kde prováděly noční útoky na Ho Či Minovu stezku a další oblasti v týlu.
Ještě v roce 1977 mělo Invadery ve výzbroji šest států.

## Specifikace (A-26B-60-DL)

### Technické údaje
- Osádka: 3
- Rozpětí: 21,336 m
- Délka: 15,443 m
- Výška: 5,638 m
- Nosná plocha: 50,16 m²
- Hmotnost prázdného letounu: 10 143 kg
- Vzletová hmotnost: 15 876 kg
- Pohonná jednotka: 2 × hvězdicový motor Pratt & Whitney R-2800-27, -71 nebo -79 Double Wasp o výkonu po 2000/2350 hp (1491,4/1752,4 kW; platí pro R-2800-79)

### Výkony
- Maximální rychlost: 571 km/h ve výšce 4572 m
- Cestovní rychlost: 457 km/h
- Počáteční stoupavost: 610 m/s
- Operační dostup: 6 740 m
- Čas výstupu do 3048 m: 8,1 minuty
- Dostup: 6736 m
- Dolet: 2253 km (max. 5150 km)

### Výzbroj
- 10 × kulomet Browning ráže 12,7 mm - 6x v přídi a 2x2 v dálkově ovládaných střeleckých věžích
- až 4 kulomety ráže 12,7 mm pod křídlem (později 6 kulometů v křídle). (A-26C: v přídi jen dva pevné kulomety ráže 12,7 mm (rovněž nesl obrannou výzbroj dvěma 12,7 mm dvoukulomety ve střeleckých věžích), další výzbrojí byly rakety nebo kanóny 20 mm.)
- až 1 820 kg pum v pumovnici (později až 907 kg pum pod křídlem)